# 兒童島

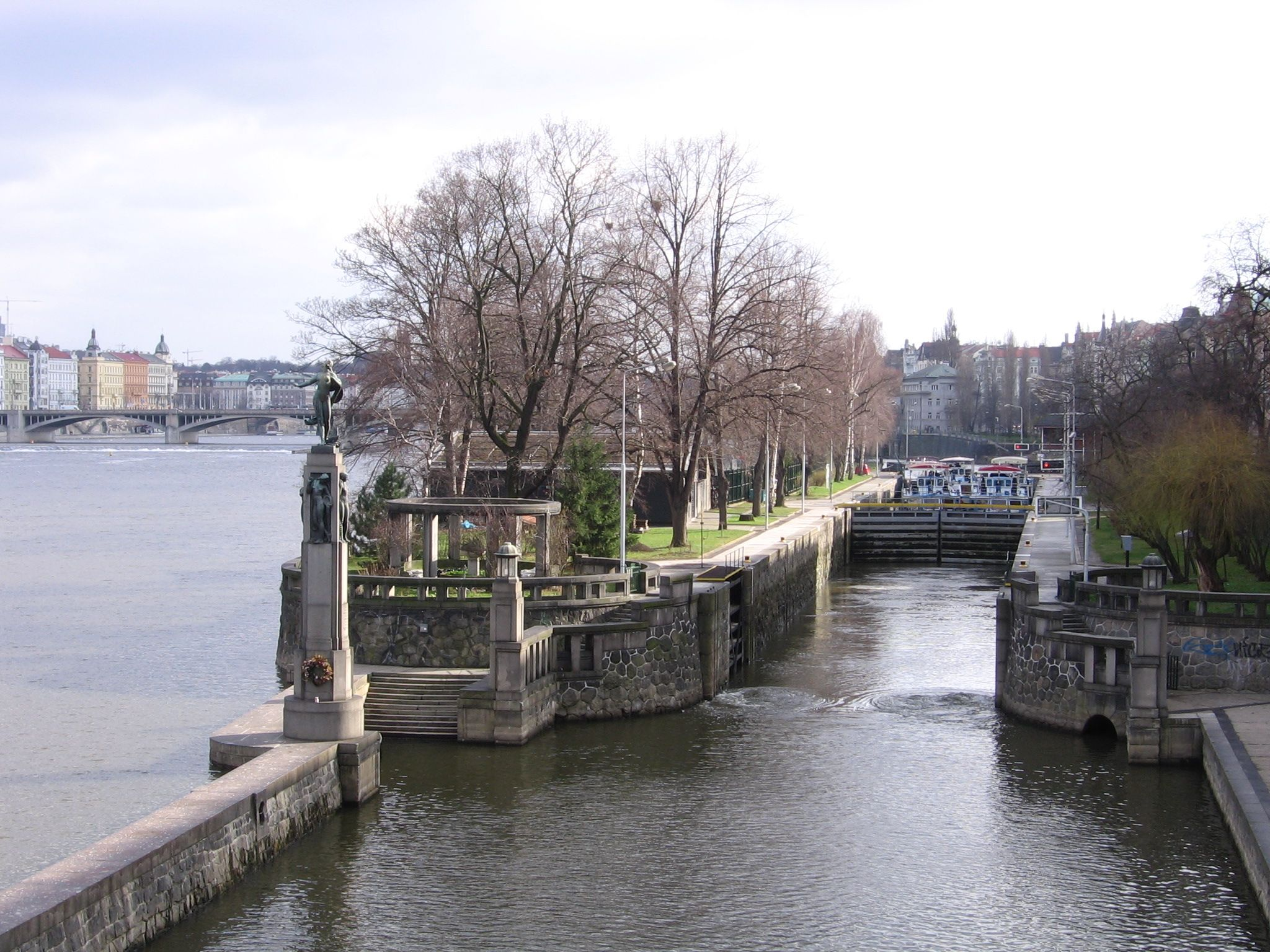

兒童島是位於捷克首都布拉格伏爾塔瓦河內的一個島嶼。兒童島首次在文獻中被提到是在1355年。在1960年代初，因島上修建了兒童遊樂園，故將本島命名為兒童島。